# Цистерцианское аббатство (Колбач)
Цистерцианское аббатство в Колбаче — соборный монастырский комплекс цистерцианцев в поселении Колбач (Кольбац) Старе-Чарновой гмины Грыфинского повета (Западно-Поморское воеводство, Польша) периода XIII—XVI веков. Один из самых ценных древних исторических памятников кирпичной кладки готического зотчества в Западной Померании.

## История
В 1173 году кастеляном Щецина Вартиславом II Свантибором, по согласованию с Вальдемаром I Великим, с севера датского острова Зеландия были приглашены в Колбач монахи цистерцианского ордена, которые впоследствии прибыли из Эсрумского аббатства — ответвления цистерцианского аббатства Клерво (фр. Clairvaux от лат. Clara Vallis «Ясная долина») во Франции, основав новое поселение. Основание аббатства было одобрено князем Богуславом I. Первоначально данное место планировалось назвать «Чистая долина» (лат. Mera Vallis), но по неизвестным причинам оно осталось под старым славянским наименованием Колбач. Первым настоятелем к началу деятельности аббатства в 1174 году был Рейнхольд. Появление аббатства послужило толчком к зарождению и развитию поселений всего региона: селений Реково и Рептово Старгардского повета Западно-Поморского воеводства, Струг, Сосновка (в настоящее время — Плония), и Жмерница — часть города Щецин), Домбе (пол. Dabie, нем. Altdamm, Alt-Damm — Альтдамм). Финансовое благополучие аббатства строилось за счёт банковской деятельности и на праве собственности на землю.
Кольбацский монастырь основал три дочерние ветви:
- 1186 год — Цистерцианское аббатство в Оливе (село Олива (район Гданьска) пол. Oliwa, нем. Oliva);
- 1280—1294 годы — Цистерцианское аббатство в Бержвнике (поселение Бержвник пол. Bierzwnik, нем. Marienwalde[7]);
- 1278 (?) — Цистерцианское аббатство в Миронице (село Миронице пол. Mironice, нем. Himmelstadt).

## Фотогалерея
- Вид костёла с севера.
- Фасад корпуса нефа.
- Церковь, западный фасад костёла с розеткочным оконным проёмом.
- Пресвитерия
- Главный алтарь костёла.
- Кафедра
- Притолока пресвитерии костёла с грифонами.
- Дом аббата
- Колонны из монастыря в Колбаце - в настоящее время в коллекции Национального музея в Щецине.